# Васильєв Микола Володимирович
Микола Володимирович Васильєв (нар. 16 січня 1930, Ялта — 2001, Харків) — науковець у галузі мікробіології, імунології і онкології, Заслужений діяч науки і техніки України.
З 1978 р. — член-кореспондент АМН СРСР, з 1980 р. — дійсний член АМН СРСР, з 1996 р. — дійсний член Української екологічної академії наук, з 1998 р. — дійсний член РАПН.

## Біографія
Народився в сім'ї, доля якої була пов'язана з медициною. Його дід — відомий хірург Микола Іванович Березнеговський (1875-1926). З чотирьох років хлопчик вступив на дорогу інтенсивної праці. Бабуся-латишка сприяла його серйозним заняттям німецькою, французькою мовою, латиною. Згодом Микола став поліглотом, володів 20 мовами. А ще мав неабиякий талант до музики. Та все ж у 1953 році він обрав медицину, вступивши до Томського медичного інституту.
У Томську пройшла значна частина його наукової і громадської діяльності. За безпосередньої участі М. В. Васильєва в 1986 р. в Томському медичному інституті була організована одна з перших в СРСР кафедра клінічної імунології та алергології; створено медико-біологічний факультет. Микола Васильєв був у числі організаторів Томського медичного наукового центру, займав посаду заступника директора онкологічного інституту (1979—1992 рр.).
З 1992 р. діяльність М. В. Васильєва пов'язана з Харковом. Він обіймав посаду заступника директора з науки Харківського НДІ мікробіології та імунології ім. І. І. Мечникова Академії медичних наук України. У ці роки його основні дослідження були присвячені питанням еволюції імунітету і загальнолюдських проблем наслідків техногенних катастроф. До кінця життя він плідно займався вивченням залежності тварин і людини від бактеріальних інфекцій.

## Сфера наукових інтересів
Фундаментальні та прикладні дослідження з проблем екології і адаптації людини, медико-екологічних наслідків техногенних і радіаційних катастроф.
Серед його захоплень — вивчення екологічних наслідків Тунгуської катастрофи 1908 р. Він був одним з організаторів і протягом кількох років — заступником директора з науки природного заповідника «Тунгуський». Ім'ям М. В. Васильєва названа мала планета 6483 Ніколайвасильєв, відкрита Європейською Південною обсерваторією.
Перу М. В. Васильєва належать 610 наукових робіт, 41 монографія, атласи та посібники. Під його керівництвом було підготовлено 13 докторів та 58 кандидатів наук.